# Herbert Kronke
Herbert Erich Johannes Kronke (* 1950 in Korbach) ist ein deutscher Jurist und emeritierter Professor an der Ruprecht-Karls-Universität Heidelberg.

## Leben
Kronke studierte die Rechtswissenschaften an den Universitäten Mainz, Edinburgh und Hamburg. 1979 promovierte er mit seiner Schrift Rechtstatsachen, kollisionsrechtliche Methodenentfaltung und Arbeitnehmerschutz im internationalen Arbeitsrecht in München bei Erik Jayme zum Dr. jur. Hierauf war er am Max-Planck-Institut Hamburg tätig, bis er sich im Jahre 1987 in Trier unter Bernd von Hoffmann habilitierte. Es folgten Professuren an der den Universitäten Köln und Bielefeld. Zum Wintersemester 1992/1993 nahm er einen Ruf an die Universität Heidelberg an, an der bis heute tätig ist. Er ist Inhaber des Lehrstuhls für Bürgerliches Recht, Handelsrecht, Internationales Privatrecht und Rechtsvergleichung und Direktor des Instituts für ausländisches und internationales Privat- und Wirtschaftsrecht. Seit September 2012 ist Kronke allerdings beurlaubt, da er zum Richter des Iran-United States Claims Tribunal (IUSCT) in Den Haag ernannt worden ist. Zeitweilig fungierte Kronke auch als Dekan der rechtswissenschaftlichen Fakultät. Von 1998 bis 2008 war er Generalsekretär von UNIDROIT.
Kronke ist unter anderem Mitglied des Arbeitsausschusses für internationale Handelspraxis der deutschen Landesgruppe der Internationalen Handelskammer, der ICC Commission on Arbitration, der Deutschen Institution für Schiedsgerichtsbarkeit, der Swiss Arbitration Association, der Österreichischen Vereinigung für Schiedsgerichtsbarkeit, des London Court of International Arbitration (European User Group), der Panels der China International Economic and Trade Arbitration Commission (CIETAC) und des Cairo Regional Centre for International Commercial Arbitration. Darüber hinaus fungiert er als Schiedsrichter in diversen internationalen Institutionen.
2009 wurde Herbert Kronke von Bundespräsident Horst Köhler mit dem Bundesverdienstkreuz 1. Klasse ausgezeichnet. Zudem ist er Träger des ihm von der Regierung des Staates Brasilien verliehenen Rio-Branco-Ordens (Ordem de Rio Branco). Darüber hinaus verliehen ihm 2006 die Eötvös-Loránd-Universität in Budapest, Ungarn und 2013 die International Hellenic University in Thessaloniki, Griechenland die Ehrendoktorwürde. Seit 2010 ist er ordentliches Mitglied der Academia Europaea.
2016 wurde Herbert Kronke emeritiert.

## Werke (Auswahl)
- Rechtstatsachen, kollisionsrechtliche Methodenentfaltung und Arbeitnehmerschutz im internationalen Arbeitsrecht. J.C.B. Mohr (Paul Siebeck), Tübingen 1980.
- Brauchen wir ein Europäisches Zivilgesetzbuch? (Rechtspolitisches Forum – Legal Policy Forum, Institut für Rechtspolitik an der Universität Trier, Bd. 11). Trier 2002.
- Transnational Commercial Law – Primary Materials (mit Roy Goode, Ewan McKendrick, Jeffrey Wool). Oxford University Press, Oxford 2007.